# IBM POWER
POWER est une famille de processeurs de type RISC construits par IBM. Le nom est l'acronyme de Performance Optimization With Enhanced RISC. Les processeurs POWER sont utilisés dans des serveurs et stations de travail d'IBM ainsi que dans certains supercalculateurs. L'architecture PowerPC, utilisée principalement dans les stations de travail IBM, les ordinateurs Apple (jusqu'en 2005) et des consoles de jeux (GameCube, Wii, Xbox 360, PlayStation 3 et Wii U), dérive de l'architecture POWER.

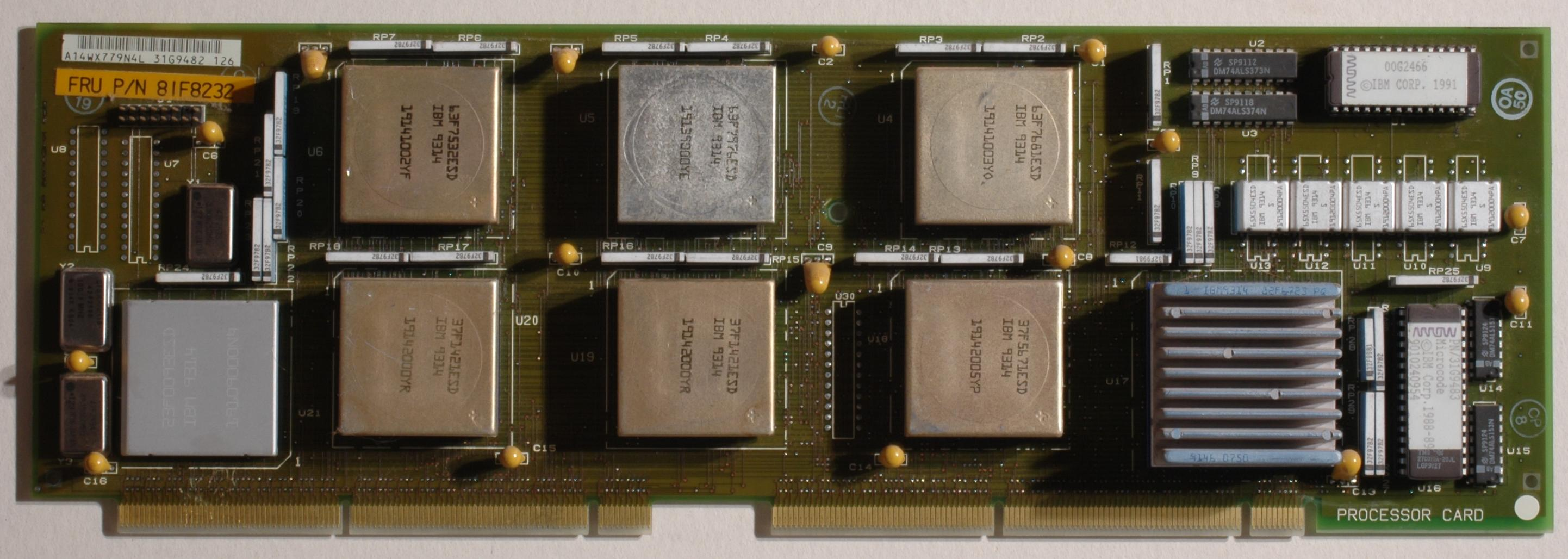
Carte processeur Power d'un RS/6000.

Descendant directement des processeurs 801, le POWER fait partie de la deuxième génération de processeurs RISC. Il fut introduit en 1990 dans les stations de travail RS/6000 (RISC System) d'IBM. Contrairement au 801 à architecture très simple (une seule instruction par cycle, pas d'unité de calcul en virgule flottante ni d'architecture superscalaire), l'architecture POWER comporte plus de 100 instructions différentes.

## Le POWER2
Lancé en 1993 et commercialisé jusqu'en 1998, le POWER2 intégrait 15 millions de transistors. Il possédait une deuxième unité de calcul en virgule flottante et plus de cache. L'architecture POWER2 intégrait 8 puces par carte mère.
L'implémentation monoprocesseur PSSC du POWER2 fut utilisée pour le super-ordinateur Deep Blue qui battit en 1997 aux échecs le champion du monde Garry Kasparov.

## Le POWER3
Le POWER3 fut lancé en 1998. Il intégrait aussi 15 millions de transistors par puce, mais était le premier à mettre en place une architecture 64 bits SMP (Symmetric MultiProcessor). Il était totalement compatible avec le jeu d'instruction du premier POWER. Il était destiné au calcul scientifique comme dans le domaine de l'aérospatiale ou des prévisions météorologiques. Le POWER3-II était deux fois plus puissant que le POWER3.

## Le POWER4
Lancé en 2001, le POWER4 possède 174 millions de transistors par processeur. C'est un processeur multi cœur à 64 bits. Il est gravé en technologie SOI (Silicon On Insulator) avec une finesse de 0,18 micromètre. Il hérite de toutes les caractéristiques du POWER3, notamment la compatibilité avec le jeu d'instructions PowerPC, et s'y ajoute la compatibilité avec le PowerPC AS des AS/400. Chaque processeur intègre deux cores 64 bits cadencés à 1 GHz ou plus, et peut exécuter 200 instructions simultanément. Le POWER4+, ou POWER4-II, est une évolution du POWER4 : il fonctionne à des fréquences plus élevées et consomme moins d'énergie.
Le PowerPC 970 (ou G5), utilisé par Apple dans ses Macintosh dérive du POWER4.

## Le POWER5

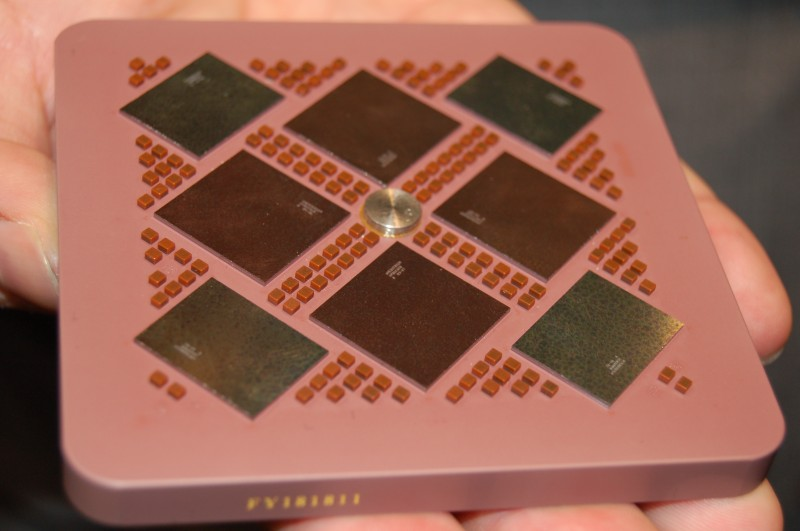
MCM d'un Power 5

Lancé en juin 2004, le POWER5 est cadencé jusqu’à 1,9 GHz. Deux fois plus puissant que le POWER4, il était de loin le processeur le plus rapide à son époque. La version à 1,9 GHz a obtenu le score le plus élevé jamais réalisé pour une puce monoprocesseur au test SPECfp.
Il s'agit d'une puce dual-core disposant de 276 millions de transistors grâce à une gravure à 130 nanomètres. Il est pourvu d'un cache L2 de 1,88 Mo et d'un cache L3 off-chip de 36 Mo.
Le POWER5+ est une évolution du POWER5 qui consomme moins d'énergie en raison d'une finesse de gravure plus importante : 90 nanomètres. Les fréquences vont de 1,5 à 2,3 GHz. Il existe également une version Quad-core (2 processeurs dual-core sur un même die).

## Le POWER6
Le POWER6 est disponible depuis le 8 juin 2007. Il est gravé en technologie CMOS 65 nm SOI et cadencé entre 3,5 et 5,0 GHz, soit un doublement de fréquence par rapport au POWER5+, pour une consommation et une dissipation thermique identiques. Il est composé de 790 millions de transistors.
Il supporte la mémoire de type DDR2 Bufferisée Nova via un double contrôleur. Il est équipé d'un double cœur, chaque cœur étant doté d'une unité vectorielle VMX et d'un cache L2 de 4 Mo.
Une évolution du POWER6 est apparue en novembre 2008 sur certains modèles : le POWER6+.

## Le POWER7
Le successeur du POWER6 a été annoncé le 9 février 2010 avec une date de disponibilité au 19 février 2010 pour les premiers modèles.
Il est gravé avec une technologie CMOS 45 nm. Il a été sélectionné par la DARPA comme un processeur potentiel pour être utilisé dans leurs supercalculateurs Peta-Flops. Au début des années 2000, IBM a présenté ce projet et a reçu 53 millions de dollars de la DARPA pour continuer à participer au défi et en 2006, IBM a reçu 244 millions de dollars pour construire un ordinateur Peta-Flops pour la DARPA.
Le POWER7 est composé de 1,2 milliard de transistors. Le processeur intègre 4, 6 ou 8 cœurs par socket et peut exécuter jusqu'à 32 tâches simultanément car chaque cœur peut exécuter 4 threads quasi simultanément.
Il a d'abord équipé les serveurs IBM Power 750, Power 755, Power 770 et Power 780 qui possèdent jusqu'à 64 cœurs (256 threads) à partir de février 2010, puis la gamme POWER7 s'est enrichie de lames PS700, PS701 et PS702 en avril 2010, des Power 710, Power 720, Power 730, Power 740 et Power 795 en août 2010 et des PS703, PS704 et Power 775 en mai 2011.
Le modèle haut de gamme (High-End) est nommé de Power 795, il dispose de 256 cœurs (1024 threads) et supporte jusqu'à 8 To de mémoire DDR-3 SuperNova.
La fréquence du processeur est comprise entre 2,40 et 4,256 GHz. Il supporte la mémoire DDR-3 SuperNova.
Le processeur POWER7 a une surface de 567 mm2 à comparer au 341 mm2 du POWER6.

## Le POWER8
Le POWER8 est annoncé en mai 2014 pour une disponibilité en juin 2014. Il est gravé en 22 nm, propose plus de cœurs (12 par chip), plus de mémoire cache (implémentation d'un niveau L4) et plus de threads par cœur (jusqu'à 8).

## Le POWER9
Le POWER9, gravé en technologie 14 nm, est notamment utilisé par les superordinateurs Summit et Sierra, opérationnels depuis 2018.

## Le POWER10
Le POWER10, gravé en 7 nm, est sorti en 2021.

## LE POWER11
La génération suivante (Power 11) est annoncée pour 2025.
Le POWER11 est sorti en juillet 2025.

## Tableau d'évolution des caractéristiques
| Modèle  | Année | # transistors en millions | Fréquences      | Gravure     | Remarques     |
| ------- | ----- | ------------------------- | --------------- | ----------- | ------------- |
| POWER2  | 1993  | 15                        | 23 - 71 MHz     | 720 nm      |               |
| POWER3  | 1998  | 15                        | 200 - 400 MHz   | 220 nm      | 64 bits       |
| POWER4  | 2001  | 174                       | 1,1 - 1,9 GHz   | 180 nm      | chip 2 cœurs  |
| POWER5  | 2004  | 276                       | 1,5 - 2,3 GHz   | 130 à 90 nm | chip 2 cœurs  |
| POWER5+ | 2005  | 276                       | 1,5 - 2,3 GHz   | 90 nm       | chip 2 cœurs  |
| POWER6  | 2007  | 790                       | 3,5 - 5 GHz     | 65 nm       | chip 2 cœurs  |
| POWER6+ | 2009  | 790                       | 4,2 - 5 GHz     | 65 nm       | chip 2 cœurs  |
| POWER7  | 2010  | 1200                      | 2,4 - 4,256 GHz | 45 nm       | chip 8 cœurs  |
| POWER7+ | 2012  | 2100                      | 3,13 - 4,42 GHz | 32 nm       | chip 8 cœurs  |
| POWER8  | 2014  | 4200                      | 3,02 - 4,15 GHz | 22 nm       | chip 12 cœurs |
| POWER9  | 2017  | 8000                      | 4 GHz           | 14 nm       | chip 24 cœurs |
| POWER10 | 2022  | -                         | - GHz           | 7 nm        | chip 48 cœurs |